# Pozdeň
Pozdeň é uma comunas checa localizada na região da Boêmia Central, distrito de Kladno.